# Патријарх московски и све Русије
Његова Светост патријарх московски и све Руси (рус. Патриарх Московский и всея Руси, црсл. Свѧтѣ́йшїй патрїа́рхъ моско́вскїй и҆ всеѧ̀ рꙋсѝ) титула је предстојатеља Руске православне цркве. Кроз историју коришћене су разне варијације титуле: „патријарх московски и све Русије”, „патријарх московски и све велике и мале и бијеле Русије” и друге. Савремени облик „патријарх московски и све Руси”, коришћен је у прошлости и користе га савремени историчари за означавање свих патријарха. Када је 1943. митрополит Сергије (Страгородски) изабран на патријаршијски пријесто, титула је постала званична.
Као владајући архијереј Московске епархије, коју чини град Москва, патријарх московски и све Руси, поред тога, у складу са уставом РПЦ, има низ општецрквених овлашћења у оквиру помјесне Руске православне цркве.
Патријаршија је успостављена у Москви 1589. године: први патријарх био је Јов. Послије смрти патријарха Адријана није изабран насљедник. Укинута је 1721, а обновљена 28. октобра (10. новембра) 1917. одлуком Помјесног сабора Православне руске цркве. Након обнављања Патријаршије, Тихон је постао патријарх 5. новембра (18. новембра) 1917. године.

## Положај
Патријарх је први по части међу епископатом Руске православне цркве и одговоран је Помјесном сабору и Архијерејском сабору. Он управља Руском православном црквом заједно са Светим синодом чији је предсједник. Патријарх заједно са Светим синодом сазива Архијерејски сабор (изузетно и Помјесни сабор) и предсједава њима.
Патријарх московски и све Русије је епархијски архијереј Московске епархије која обухвата град Москву и Московску област. Он је и архимандрит Тројице-Сергијеве лавре и низа других манастира од историјског значаја, а управља и свим ставропигијама.
У управљању Московском епархијом помаже му патријарашки намјесник са правима епархијског архијереја који носи титулу митрополит крутицки и коломенски.

## Избор
Патријарха бира Помјесни сабор у складу са Уредбом о избору патријарха московског и све Русије (рус. Положение об избрании Патриарха Московского и всея Руси). Патријарашко достојанство је доживотно. Право умировљења патријарха има Помјесни сабор, а право суда над њим има Архијерејски сабор који дјелује у саставу Помјесног сабора (судска одлука Архијерејског сабора ступа на снагу ако је потврди 2/3 чланова Помјесног сабора).
Кандидат за патријарха мора испунити сљедеће услове: бити архијереј Руске православне цркве; имати високо богословско образовање, довољно искуство у управљању епархијом, бити посвећен канонском поретку; имати добар углед и повјерење јерарха, клира и народа; имати добро свједочанство од оних који су ван Цркве; имати најмање 40 година.

## Дјелокруг
Према Уставу Руске православне цркве патријарх московски и све Русије:
- сноси одговорност за извршавање одлука Помјесног сабора, Архијерејског сабора и Светог синода;
- подноси Помјесном сабору и Архијерејском сабору извјештаје о стању Руске православне цркве у периоду између два саборска засједања;
- подржава јединство јерархије Руске православне цркве;
- сазива сједнице Високог црквеног савјета и предсједава им;
- предлаже Светом синоду кандидате за чланове Међусаборског присуства;
- врши општи надзор над свим синодалним установама;
- обраћа се пастирским посланицима ка пуноћи Руске православне цркве;
- потписује општецрквене документе након одговарајућег одобрења Светог синода;
- врши извршно-наредбодавне дужности у вези са управљањем Московском патријаршијом;
- разговара с предстојатељима православних цркви, у име Помјесног сабора, Архијерејског сабора или Светог синода, или у своје име;
- представља Руску православну цркву у односима с највишим органима државне власти и управе;
- дужан је да званично умољава и посредује[а] пред органима државне власти, како на канонској територији тако и ван ње;
- потврђује уставе самоуправних цркава, егзархата, митрополијских округа и епархија;
- потврђује журнале синода егзархата и митрополијских округа;
- прима апелације од епархијских архијереја самоуправних цркава;
- потврђује одлуке Високог општецрквеног суда када је то предвиђено Уредбом о црквеном суду (рус. Положение о церковном суде);
- доноси указе о избору и именовању епархијских архијереја, руководилаца синодалних установа, викарних архијереја, ректора духовних школа, као и других лица које именује Свети синод (изузев ректора духовних школа, игумана (игуманија) и намјесника манастира који су у епархијској потчињености);
- стара се о благовременом попуњавању упражњених архијерејских катедри;
- повјерава архијерејима привремену управу над епархијама у случају дуже болести, смрти или налажења под црквеним судом епархијских архијереја;
- врши надзор над извршавањем архипастирске дужности архијереја у вези са старањем о епархији;
- има право посјете, у неопходним случајевима, свих епархија Руске православне цркве;
- потврђује годишње извјештаје епархијских архијереја;
- даје архијерејима братске препоруке које се односе на лични живот, али и на извршавање архипастирске дужности; у случају неуважавања његових препорука предлаже Светом синоду доношење одлуке о том питању;
- разматра послове који су у вези са неразумијевањем међу архијерејима, који су се добровољно обратили његовом посредовању без формалног судског поступка; одлуке патријарха у таквим случајевима су за обје стране обавезне;
- прима жалбе на архијереје и поступа у складу с њима;
- даје архијерејима отпуст на рок већи од 14 дана;
- награђује архијереје установљеним титулама и највишим црквеним одликовањима;
- награђује клирике и мирјане црквеним наградама;
- на предлог Просвјетног комитета (рус. Учебный комитет) потврђује оснивање нових катедри у духовним школама;
- потврђује стицање научних степена и звања;
- стара се о благовременој припреми и освећењу светог мира за општецрквене потребе.